# 内海孚
内海 孚（うつみ まこと、1934年（昭和9年）5月17日 - ）は、日本の大蔵官僚。東海東京フィナンシャル・ホールディングス株式会社グローバル・アドバイザリー・ボード議長、公益財団法人東芝国際交流財団理事。東京都中央区出身。

## 略歴

### 学歴
- 1953年3月 - 青山学院高等部卒業
- 1957年3月 - 東京大学法学部第3類（政治コース）卒業[2]

### 職歴
- 1957年4月 - 大蔵省入省（為替局総務課）
- 1959年6月 - 東海財務局理財部
- 1960年6月 - 大阪国税局調査査察部
- 1961年6月 - 主税局税関部企画課
- 1961年11月 - 関税局総務課調査主任[4]
- 1962年 - フランス政府給費留学生（フランス国立行政学院・フランス財務省）
  - 当時日本から帰国したばかりの仏人中学生少年の日本語家庭教師をしに毎週木曜日にヴェルサイユに赴いていた。その少年が後年LVMHジャポン社長になるエマニュエル・プラット (Emmanuel Prat) になる。内海は同社の外部取締役を務めた[5]。
- 1963年10月 - 外務省在ベルギー大使館二書記官
- 1967年10月 - 主税局税制第三課長補佐
- 1969年8月 - 主税局税制第一課長補佐（所得）[6]
- 1970年7月 - 主税局税制第二課長補佐
- 1972年7月 - 大臣官房文書課長補佐（審査）[7]
- 1973年7月 - 大臣官房文書課長補佐（総括・審査）[8]
- 1974年8月 - 内閣官房長官秘書官事務取扱
- 1975年7月 - 国際金融局国際機構課長
- 1977年6月 - 国税庁長官官房企画課長
- 1979年7月 - 主税局税制第一課長
- 1981年6月 - 主税局総務課長
- 1982年6月 - 東海財務局長
- 1983年6月 - 外務省在米国大使館財務公使（駐米公使）
- 1986年6月 - 国際金融局長
  - 1987年2月、行天豊雄財務官らとプラザ合意後の米ドル安是正を目的としたルーブル合意に関わる。
  - 1987 - 1988年、当時問題となっていた中南米の債務問題解決のために、当時の宮澤喜一蔵相の下、行天や内海、黒田東彦国際機構課長らで「宮沢構想」をまとめた[9]。
- 1989年7月 - 財務官
- 1991年7月 - 財務官退任
- 1992年 - 慶應義塾大学商学研究科教授
- 2001年1月 - 財団法人国際金融情報センター理事長
- 2004年6月 - 株式会社日本格付研究所取締役社長

## 栄典
- 平成19年（2007年）11月27日 - フランスレジオンドヌール勲章コマンドゥール[10]

## 大蔵省入省同期
保田博（初代国際協力銀行総裁、大蔵事務次官、主計局長、大臣官房長）、的場順三（内閣官房副長官（事務担当）、国土事務次官、内閣官房内閣内政審議室長）、藤田恒郎（北海道銀行頭取、証券局長）、大山綱明（日本関税協会理事長、全国清涼飲料連合会会長、関税局長）、森田一（衆議院議員）